# Regierungsbezirk Erfurt

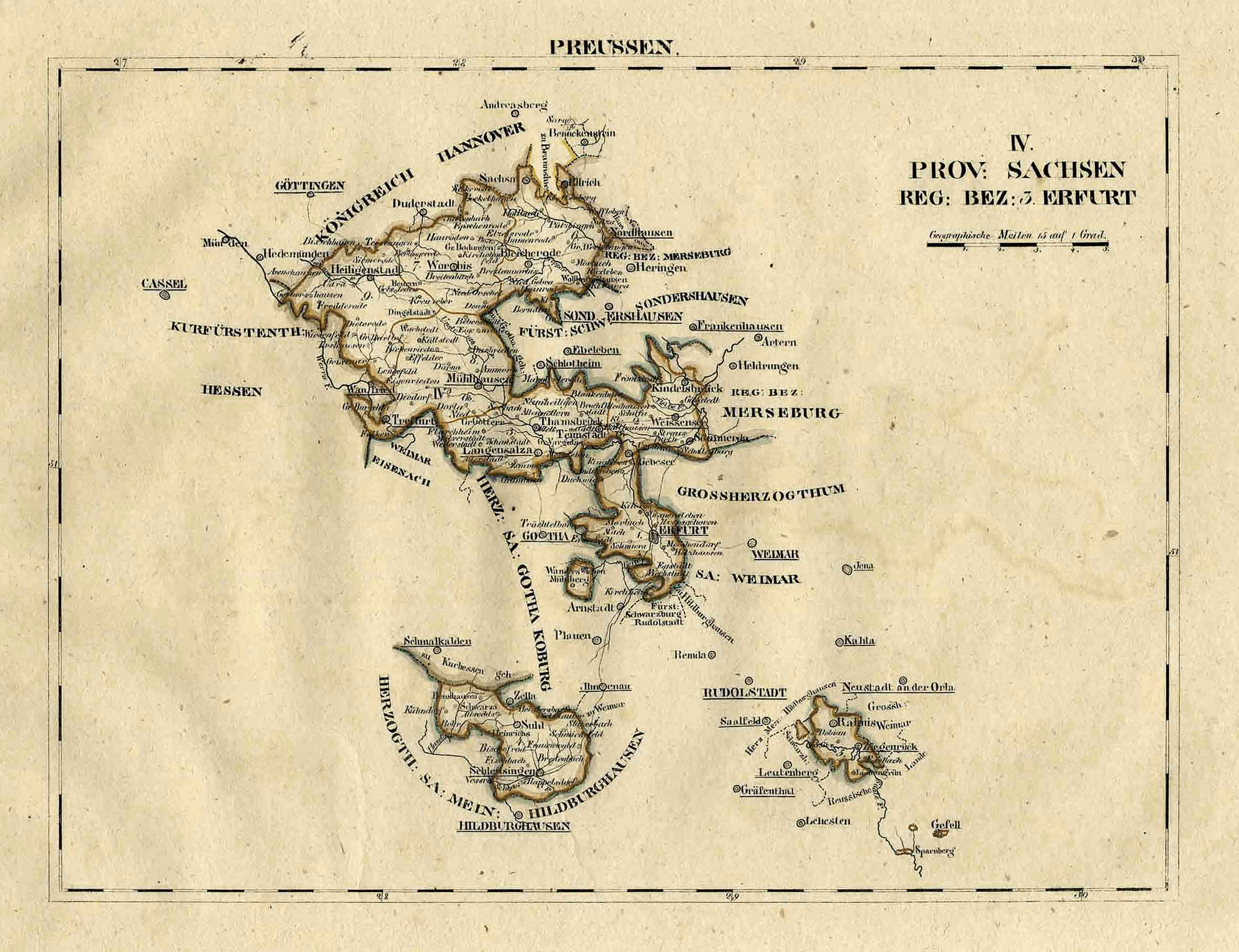
Litho.-Karte, aus Schliebens Atlas von Europa, Prov. Sachsen. Reg. Bez. 3. Erfurt. um 1830

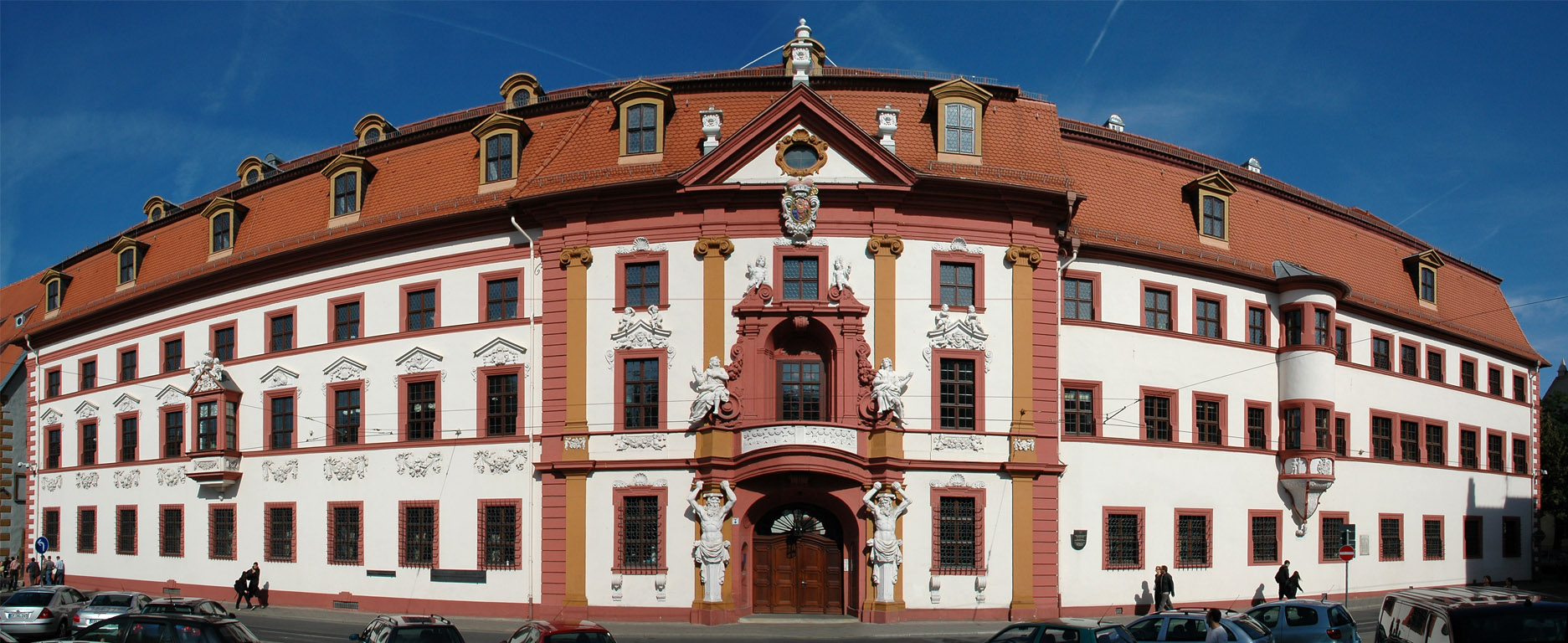
Sitz des Regierungspräsidenten war die vormalige Kurmainzische Statthalterei am Hirschgarten, heute die Thüringische Staatskanzlei.

Der Regierungsbezirk Erfurt war ein preußischer Regierungsbezirk in der Provinz Sachsen mit Verwaltungssitz in Erfurt. Er wurde am 22. April 1816 gegründet und 1944 de facto sowie 1945 offiziell aufgelöst.

## Geografie
Der Regierungsbezirk Erfurt umfasste Gebiete in den heutigen Bundesländern Thüringen und zu kleinen Teilen Sachsen-Anhalt (Benneckenstein, Bösenrode), Niedersachsen (Bad Sachsa, Tettenborn) und Hessen (Neuseesen, Werleshausen). Er erstreckte sich vom Harz im Norden über die vormals Freie Reichsstadt Nordhausen, das Eichsfeld und das Tal der Unstrut von Mühlhausen im Westen über Bad Langensalza und Straußfurt bis nach Weißensee und Sömmerda im Osten. Zusätzlich gehörte ein schmaler Landkorridor von Straußfurt über das Tal der Gera bis nach Erfurt und Kirchheim im Süden zum Regierungsbezirk.
Des Weiteren gehörten zwei große und zahlreiche kleinere Exklaven zum Regierungsbezirk Erfurt. Dies waren zum einen die Kreise Schleusingen im Thüringer Wald und Ziegenrück an der oberen Saale sowie die kleineren Gebiete um Mühlberg bei Gotha, Benneckenstein im Harz (bis 1932), Kamsdorf bei Saalfeld, Blankenberg, Sparnberg, Gefell und Blintendorf im Vogtland an der oberen Saale.
Angrenzende Territorien waren Hannover im Nordwesten, Braunschweig im Norden, der Regierungsbezirk Merseburg im Nordosten, die von preußischen Gebieten umschlossene Schwarzburger Unterherrschaft (Schwarzburg-Sondershausen und Schwarzburg-Rudolstadt) im Norden, Sachsen-Weimar-Eisenach im Osten und Südwesten, Sachsen-Coburg und Gotha im Süden und Hessen-Nassau bzw. Hessen-Kassel im Westen. Über die Exklaven bestanden auch Landesgrenzen zu Sachsen-Meiningen (Kreise Schleusingen und Ziegenrück), Reuß älterer Linie und Reuß jüngerer Linie (Kreis Ziegenrück) sowie Bayern (Blankenberg und Sparnberg).
Somit umfasste der Regierungsbezirk Erfurt drei unterschiedliche Landschaftszonen: Mittelgebirge (Harz und Thüringer Wald), Hügelland (Eichsfeld, Hainich, Vogtland) und Flachland (Thüringer Becken).

## Geschichte
Infolge des Wiener Kongresses 1815 musste das zuvor mit Napoleon verbündete Königreich Sachsen erhebliche Teile seines Territoriums an Preußen abtreten. Im späteren Regierungsbezirk waren das die Gebiete an der Unstrut von Weißensee im Osten bis nach Mühlhausen im Westen (der westliche Teil des früheren Thüringer Kreises), der Landkreis Ziegenrück im Vogtland sowie die hennebergischen Erblande im Thüringer Wald (Kreis Schleusingen). Dazu kamen die durch die Säkularisation bereits 1803 an Preußen gefallenen und zwischenzeitlich französischen Gebiete um Erfurt (mit Sömmerda) und das Eichsfeld sowie die mediatisierten freien Reichsstädte Mühlhausen und Nordhausen. Die Grafschaft Hohnstein westlich von Nordhausen war bereits seit 1648 Teil Brandenburg-Preußens und wurde ebenfalls in den neuen Regierungsbezirk integriert (vorher gehörte sie zum Fürstentum Halberstadt). Ursprünglich war angestrebt, dass auch die stolbergischen Gebiete in Nordthüringen sowie die Ämter Heringen, Kelbra und Sachsenburg Teil des Regierungsbezirkes werden sollten, was aber aus verschiedenen Gründen nicht zur Realisierung kam.
Nach der Gründung des Regierungsbezirks gab es zunächst lange Zeit kaum Gebietsänderungen. 1816 wurde aus der Stadt Erfurt zunächst ein eigener Stadtkreis gebildet, der aber bereits 1818 aufgehoben und Teil des Landkreises Erfurt wurde. 1866 wurden die Nachbarstaaten Kurhessen und Hannover von Preußen annektiert, wodurch Grenzen im Norden und Westen des Regierungsbezirks wegfielen. 1871 wurde das Deutsche Reich gegründet, was dem recht stark zergliederten Bezirk einen Aufschwung brachte, da Grenzen wegfielen und die Staaten sich insgesamt annäherten. Besonders die Stadt Erfurt hatte bis dahin enorm unter ihrer Randlage zwischen ernestinischen Gebieten gelitten und konnte sich wirtschaftlich nur schlecht entfalten, was sich nach der Reichsgründung jedoch rasch änderte. So wurde Erfurt 1872 zum Stadtkreis erhoben und schied wieder aus dem Landkreis Erfurt aus. 1882 wurde Nordhausen Stadtkreis (vorher Landkreis Grafschaft Hohenstein) und 1892 folgte Mühlhausen, das aus dem Landkreis Mühlhausen ausschied. 1888 benannte sich der Landkreis Nordhausen in Landkreis Grafschaft Hohenstein um, da er auf dem Gebiet der ehemaligen Grafschaft Hohnstein lag. Um 1900 bildeten der Regierungsbezirk Erfurt sowie Teile des Regierungsbezirkes Merseburg (Amtsbezirke Weißenfels, Freyburg und Eckartsberga) sowie der Kreis Herrschaft Schmalkalden (Provinz Hessen-Nassau, Regierungsbezirk Kassel) und Teile des Kreises Ilfeld (Provinz Hannover, Regierungsbezirk Hildesheim) das preußische Thüringen.
1920 wurde das Land Thüringen aus der Vereinigung der thüringischen Kleinstaaten gegründet (Kleinthüringen). Von thüringischer Seite aus bemühte man sich seit Ende des Jahres 1918 auch um die Eingliederung des Regierungsbezirkes Erfurt, teils sogar auch von Teilen des Regierungsbezirkes Merseburg in das neu zu schaffende bzw. geschaffene Land (Großthüringen), womit man allerdings bei der Regierung des Freistaats Preußen sowie einem erheblichen Teil der betroffenen Bevölkerung, vor allem der Stadt Erfurt, auf Ablehnung stieß.

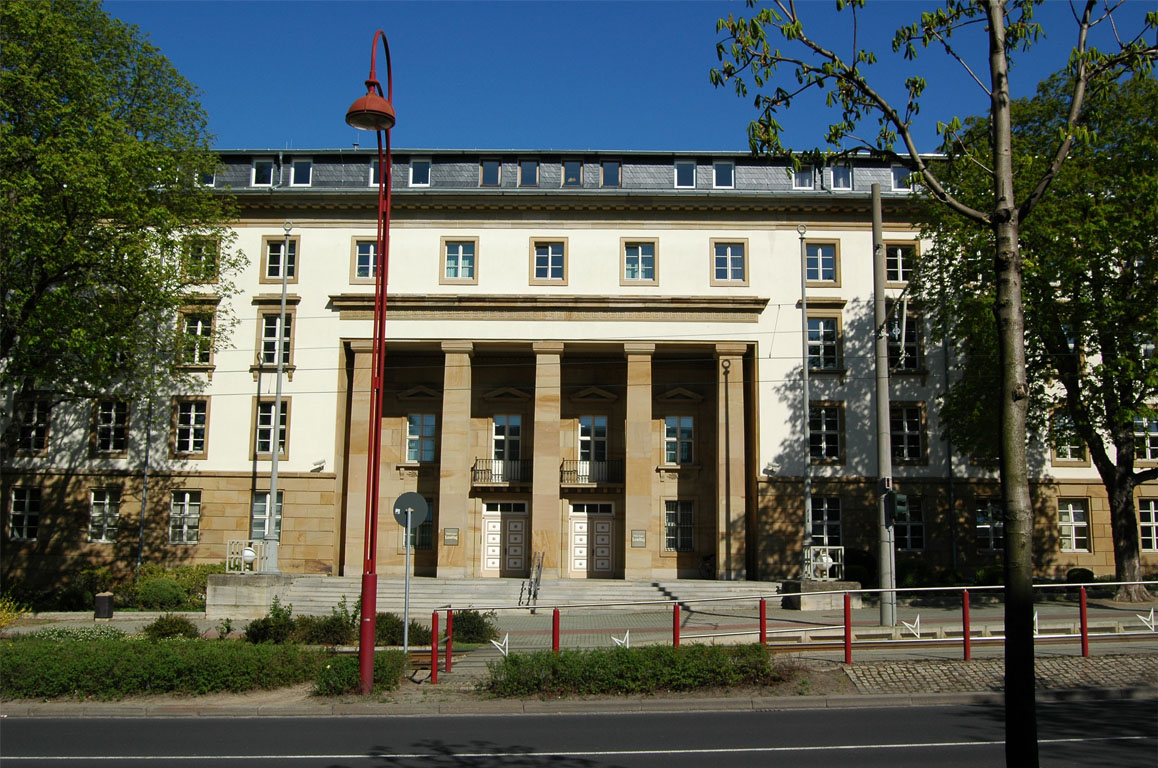
Der 1936–1939 nach Planung von Wilhelm Pook errichtete Neubau des Regierungsgebäudes an der Arnstädter Straße, heute Fraktionsgebäude des Thüringer Landtags

1932 wurde der Landkreis Ilfeld im preußischen Regierungsbezirk Hildesheim (Provinz Hannover) aufgelöst. Die Gemeinden kamen zum Landkreis Grafschaft Hohenstein im Regierungsbezirk Erfurt. Im selben Jahr wurde auch der Landkreis Erfurt aufgelöst. Seine Gemeinden kamen zum Landkreis Weißensee. Am 1. Juli 1944 wurde der Landkreis Herrschaft Schmalkalden aus der Provinz Hessen-Nassau ausgegliedert und dem Regierungsbezirk Erfurt zugeordnet, der am selben Tag dem Gauleiter Thüringens, Fritz Sauckel, unterstellt wurde. Als Teil Preußens bestand der Regierungsbezirk aber formal noch bis zum 16. Juni 1945. An diesem Tag wurde er in das Land Thüringen eingegliedert. Nach der Gründung der DDR verlegte die Landesregierung am 1. Dezember 1950 ihren Sitz von Weimar nach Erfurt. 1952 wurde das Land Thüringen aufgelöst und in Bezirke unterteilt. 1990 wurde es wiedergegründet. Seitdem liegen die meisten Teile des ehemaligen Regierungsbezirks Erfurt im Freistaat Thüringen.
Außerhalb des Freistaates Thüringens liegen heute nur Benneckenstein, das 1952 in der DDR-Verwaltungsreform nicht dem Kreis Nordhausen im Bezirk Erfurt (wie bisher), sondern dem Kreis Wernigerode im Bezirk Magdeburg zugeordnet wurde. Ebenso wurde Bösenrode Bestandteil des Kreises Sangerhausen im Bezirk Halle. Bad Sachsa und Tettenborn gehörten zum Landkreis Grafschaft Hohenstein und wurden zum 1. September 1945 Teil der Britischen Besatzungszone, aus der im Gegenzug der Ostteil des braunschweigischen Kreises Blankenburg am Nordrand des Harzes ausschied. Die Dörfer Neuseesen und Werleshausen im Werratal (Landkreis Heiligenstadt) wurden auf Grund der Bahnstrecke Bebra–Göttingen, die durch sie und damit durch die Sowjetische Besatzungszone führte, im Wanfrieder Abkommen vom 17. September 1945 Teil der Amerikanischen Besatzungszone (Hessen). Im Gegenzug kamen die nahe gelegenen hessischen Dörfer Sickenberg, Asbach, Vatterode, Weidenbach und Hennigerode aus dem Landkreis Witzenhausen zum Landkreis Heiligenstadt und damit zur Sowjetischen Besatzungszone.

## Verwaltungsgliederung
| Kreis                                                    | Fläche 1910 (km²) | Einwohner 1885 | Einwohner 1910 | Einwohner 1925 | Einwohner 1939 | Verbleib heute                                                                    |
| -------------------------------------------------------- | ----------------- | -------------- | -------------- | -------------- | -------------- | --------------------------------------------------------------------------------- |
| Stadt Erfurt                                             | 044               | 58.385         | 111.463        | 135.579        | 159.201        | Stadt Erfurt                                                                      |
| Landkreis Erfurt                                         | 281               | 26.244         | 038.169        | 029.071        | 0–1            | Stadt Erfurt, Ilm-Kreis, Landkreis Gotha, Landkreis Sömmerda                      |
| Landkreis Grafschaft Hohenstein (Sitz: Nordhausen)       | 476               | 42.478         | 050.012        | 051.679        | 067.7402       | Landkreis Nordhausen                                                              |
| Landkreis Heiligenstadt (zunächst Obereichsfelder Kreis) | 434               | 38.321         | 042.502        | 045.719        | 048.175        | Landkreis Eichsfeld                                                               |
| Landkreis Langensalza                                    | 418               | 36.778         | 038.930        | 039.632        | 040.073        | Unstrut-Hainich-Kreis                                                             |
| Stadt Mühlhausen                                         | 064               | 25.141         | 035.091        | 036.755        | 041.493        | Unstrut-Hainich-Kreis                                                             |
| Landkreis Mühlhausen                                     | 396               | 32.842         | 037.553        | 040.511        | 042.169        | Unstrut-Hainich-Kreis                                                             |
| Stadt Nordhausen                                         | 022               | 26.960         | 032.564        | 035.056        | 040.673        | Landkreis Nordhausen                                                              |
| Landkreis Schleusingen (Sitz: ab 1929 in Suhl)           | 458               | 41.816         | 055.189        | 058.833        | 064.711        | Stadt Suhl, Landkreis Hildburghausen, Landkreis Schmalkalden-Meiningen, Ilm-Kreis |
| Landkreis Weißensee                                      | 292               | 25.438         | 025.199        | 029.856        | 063.9681       | Landkreis Sömmerda                                                                |
| Landkreis Worbis (zunächst Untereichsfelder Kreis)       | 445               | 41.190         | 044.775        | 048.120        | 046.978        | Landkreis Eichsfeld                                                               |
| Landkreis Ziegenrück (Sitz: Ranis)                       | 201               | 15.623         | 019.328        | 019.457        | 021.414        | Saale-Orla-Kreis, Landkreis Saalfeld-Rudolstadt                                   |
| Landkreis Herrschaft Schmalkalden (ab 1944)              | 280               | 31.114         | 044.561        | 048.694        | 051.666        | Landkreis Schmalkalden-Meiningen                                                  |

1) Der Landkreis Erfurt war ab 1932 Teil des Landkreises Weißensee.

2) Der Landkreis Ilfeld war ab 1932 Teil des Landkreises Grafschaft Hohenstein.
Damit umfasste der Regierungsbezirk zwischen 1815 und 1932 eine Fläche von 3.531 km², zwischen 1932 und 1944 3.804 km² und zwischen 1944 und 1945 4.084 km². Die Einwohnerzahl stieg von 250.931 Einwohnern im Jahr 1820 auf 350.459 im Jahr 1850. 1885 hatte der Bezirk dann 411.216 Einwohner und 1939 636.595 Einwohner (ohne Schmalkalden) bzw. 688.261 Einwohner (mit Schmalkalden).
Bei seiner Gründung 1815 umfasste der Regierungsbezirk Erfurt neun Landkreise, die im Durchschnitt etwa 400 km² groß waren. Bei seiner Auflösung 1945 gehörten neun Kreise (der Landkreis Erfurt wurde aufgelöst; der Landkreis Herrschaft Schmalkalden kam neu hinzu) und drei kreisfreie Städte zum Regierungsbezirk.

### Größte Städte
Die größten Gemeinden mit mehr als 5000 Einwohnern im Jahr 1939 und die Kreisstädte im Regierungsbezirk waren:
| Stadt                 | Einwohner 1816 (ca.) | Einwohner 1939 | Kreis                   |
| --------------------- | -------------------- | -------------- | ----------------------- |
| Erfurt                | 14.500               | 159.201        | kreisfrei               |
| Mühlhausen            | 12.000               | 041.493        | kreisfrei               |
| Nordhausen            | 09.500               | 040.673        | kreisfrei               |
| Suhl                  | 06.000               | 023.168        | Schleusingen            |
| Bad Langensalza       | 05.500               | 012.982        | Langensalza             |
| Sömmerda              | 02.500               | 011.765        | Weißensee               |
| Schmalkalden*         | 05.000               | 010.661        | Herrschaft Schmalkalden |
| Heiligenstadt         | 03.000               | 009.973        | Heiligenstadt           |
| Steinbach-Hallenberg* | 02.200               | 006.077        | Herrschaft Schmalkalden |
| Bleicherode           | 02.500               | 005.993        | Grafschaft Hohenstein   |
| Schleusingen          | 02.500               | 004.624        | Schleusingen            |
| Weißensee             | 02.500               | 003.869        | Weißensee               |
| Worbis                | 01.500               | 002.453        | Worbis                  |
| Ranis                 | 00.900               | 002.359        | Ziegenrück              |

* ab 1944
Ferner gehörte Ilversgehofen zeitweise zu den größten Gemeinden im Regierungsbezirk. 1910 hatte das Dorf im Landkreis Erfurt 12.593 Einwohner. Am 1. April 1911 wurde es ein Stadtteil Erfurts.

## Regierungspräsidenten
- 1816–1817: Christoph von Keller
- 1817–1824: Friedrich von Motz
- 1825–1831: Ludwig vom Hagen
- 1831–1844: Karl von Flemming
- 1844–1845: Karl von Gerlach
- 1845–1866: Justus du Vignau
- 1867–1874: Hans Wilhelm von Kotze
- 1874–1884: Ludwig von Kamptz
- 1884–1898: Heinrich von Brauchitsch
- 1899–1903: Kurt von Dewitz
- 1903–1918: Carl von Fidler
- 1918–1920: August von Pückler
- 1920–1929: Fritz Tiedemann
- 1930–1932: Ludwig Freyseng
- 1932–1935: Friedrich Bachmann
- 1935–1945: Otto Weber